# هری لین (بازیکن فوتبال، زاده ۱۹۰۹)
هری لین (انگلیسی: Harry Lane; ۲۱ مارس ۱۹۰۹ – مارس ۱۹۷۷ (aged about 68)) بازیکن فوتبال اهل بریتانیا بود.
از باشگاه‌هایی که در آن بازی کرده‌است می‌توان به باشگاه فوتبال نورث‌همپتون تاون، باشگاه فوتبال وست برومویچ آلبیون، باشگاه فوتبال ساوتند یونایتد، باشگاه فوتبال بیرمنگام سیتی، باشگاه فوتبال پلیموث آرگیل، و باشگاه فوتبال پورت ویل اشاره کرد.